# 天主教第戎总教区
天主教第戎總教區（拉丁語：Archidioecesis Divionensis）是法國一個羅馬天主教教省總教區，下轄3個教區和1個自治監督區。
教區於1731年4月9日成立，2002年12月8日升為總教區。
總教區位於科多爾省，2006年時有330,000名教友（佔轄區總人口65.1%）、720個堂區和213名司鐸。現任總主教為羅蘭·明納拉特。